# Liste de fortifications en Pologne
Liste de fortifications en Pologne.
- Forteresse teutonique de Marienbourg
- Forteresse de Kostrzyn nad Odra (Küstrin-Altstadt) avec citadelle et ceinture de forts détachés
- Château du Wawel
- Citadelle de Varsovie
- Ostwall
- Mlawa-Stellung
- Fort Boyen
- Kołobrzeg
- Toruń
- Fort Grodzisko, Gdansk
- Région fortifiée de Hel